# Пестинская (Вологодская область)
Пестинская — деревня в Вожегодском районе Вологодской области при впадении Еналки в Кубену.
Входит в состав Явенгского сельского поселения (с 1 января 2006 года по 9 апреля 2009 года входила в Марьинское сельское поселение), с точки зрения административно-территориального деления — в Марьинский сельсовет.
Расстояние до районного центра Вожеги по автодороге — 24 км, до центра муниципального образования Базы по прямой — 11 км. Ближайшие населённые пункты — Фоминская, Савинская, Быковская.
По переписи 2002 года население — 1 человек.